# 서비스 로봇

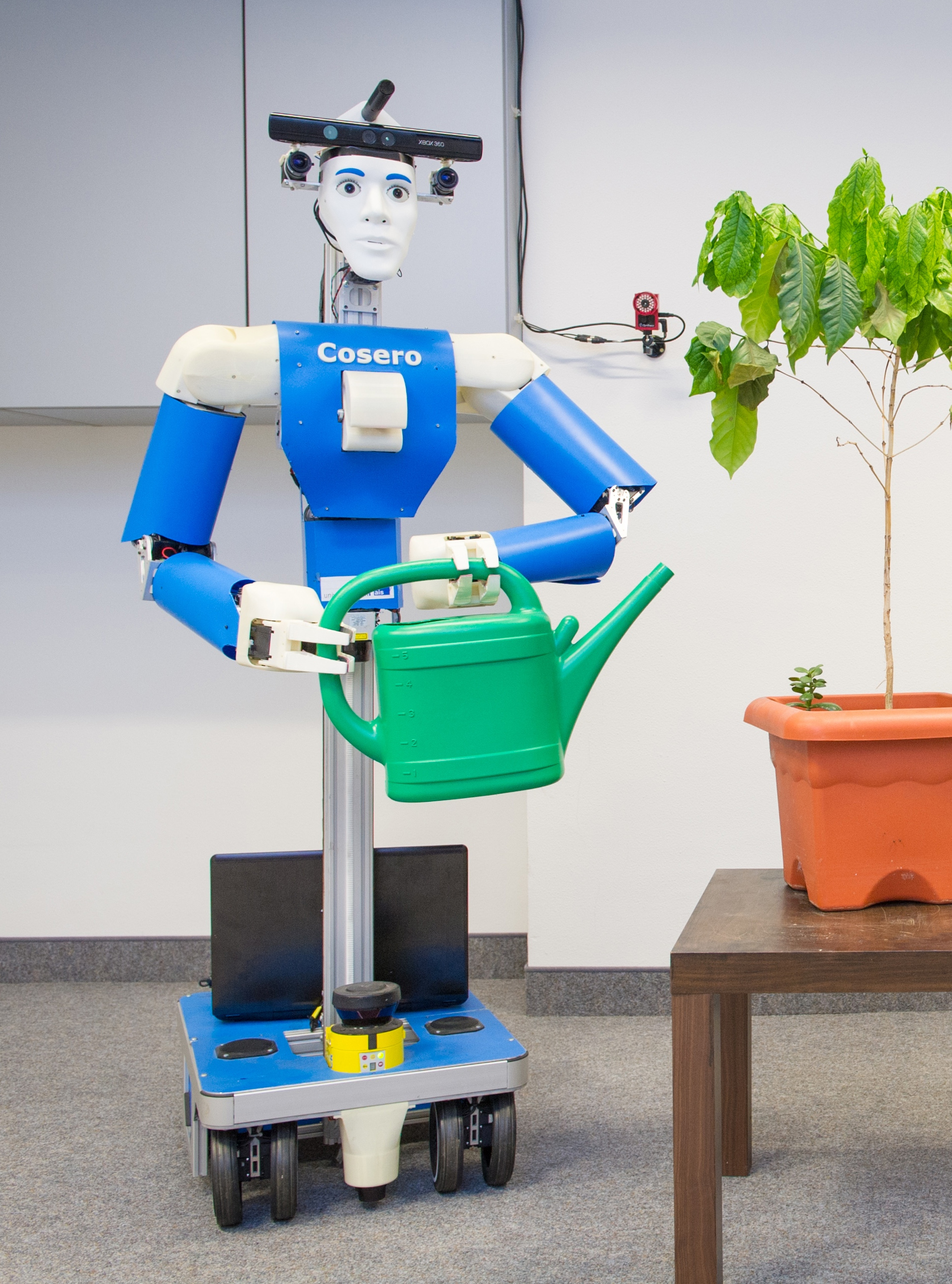
인지서비스 로봇 '코세로(Cosero)'

서비스 로봇(service robot)은 기존의 산업용 로봇이 제조업 환경에서 작업하던 것에서 응용분야가 확장되어, 가정용, 의료용, 국방, 농업용 등과 같이 전산업 분야로 확장된 형태의 로봇을 말한다. 주로 개인서비스 로봇과 전문서비스 로봇으로 분류된다.

## 역할
주로 반복적인 작업을 수행하여 인간을 보조하는 역할을 한다. 일반적으로 자율 주행이거나 내장된 제어 시스템에 의해 작동되며 수동 조작 옵션이 있다. 국제 표준화 기구(ISO)는 서비스 로봇을 산업 자동화 애플리케이션을 제외한 인간이나 장비를 위해 유용한 작업을 수행하는 로봇으로 정의하고 있다.
서비스 로봇은 용도에 따라 분류할 수 있는데, 서빙로봇, 방역로봇, 청소로봇 등으로 나눌 수 있다. 산업용 서비스 로봇은 용접 검사와 같은 간단한 작업부터 원자력 발전소 해체 작업까지, 복잡하고 혹독한 환경에서의 작업도 수행하는 데 사용될 수 있다.

## 모델
- PatrolBot
- CoroBot
- Gita
- Rollin' Justin
- Roomba
- Sanbot

## 같이 보기
- 가사지원 로봇
- 소셜 로봇

## 참고 문헌
- Haidegger, Tamás; Barreto, Marcos; Gonçalves, Paulo; Habib, Maki K.; Ragavan, Sampath Kumar Veera; Li, Howard; Vaccarella, Alberto; Perrone, Roberta; Prestes, Edson (2013). “Applied ontologies and standards for service robots”. 《Robotics and Autonomous Systems》 (Elsevier BV) 61 (11): 1215–1223. doi:10.1016/j.robot.2013.05.008. ISSN 0921-8890.
- Sprenger, Michaela; Mettler, Tobias (2015년 5월 22일). “Service Robots”. 《Business & Information Systems Engineering》 (Springer Science and Business Media LLC) 57 (4): 271–274. doi:10.1007/s12599-015-0389-x. ISSN 2363-7005. S2CID 37048765.
- Wirtz, Jochen; Patterson, Paul G.; Kunz, Werner H.; Gruber, Thorsten; Lu, Vinh Nhat; Paluch, Stefanie; Martins, Antje (2018년 9월 26일). “Brave new world: service robots in the frontline”. 《Journal of Service Management》 (Emerald) 29 (5): 907–931. doi:10.1108/josm-04-2018-0119. hdl:1885/281633. ISSN 1757-5818.